# Astephananthes
Astephananthes je rod iz porodice Passifloraceae. Jedina vrsta Astephananthes bilobata (Juss.) Bory, sinonim je za Passiflora bilobata Juss.